# San Giovanni in Croce
San Giovanni in Croce ist eine norditalienische Gemeinde (comune) mit 1912 Einwohnern (Stand 31. Dezember 2023) in der Provinz Cremona in der Lombardei. Die Gemeinde liegt etwa 28 Kilometer ostsüdöstlich von Cremona. 

## Geschichte
Erstmals urkundlich erwähnt wurde die Gemeinde 1022.

## Persönlichkeiten
- Ennio Zelioli-Lanzini (1899–1976), Politiker

## Kultur und Sehenswürdigkeiten

### Theater
- Stadttheater Cecilia Gallerani

## Verkehr
Der Bahnhof von San Giovanni in Croce liegt an der Bahnstrecke Parma–Brescia. Durch die Gemeinde führt die frühere Strada Statale 343 Asolana (heute: Provinzstraße) von Parma nach Castiglione delle Stiviere.